# Iliá Kvashá
Iliá Oléhovych Kvashá –en ucraniano, Ілля Олегович Кваша– (Mykolaiv, URSS, 5 de marzo de 1988) es un deportista ucraniano que compitió en saltos de trampolín.
Participó en tres Juegos Olímpicos de Verano, obteniendo una medalla de bronce en Pekín 2008, en la prueba individual, el cuarto lugar en Londres 2012 (sincronizado) y el sexto en Río de Janeiro 2016 (individual).
Ganó tres medallas en el Campeonato Mundial de Natación entre los años 2013 y 2017, y veinte medallas en el Campeonato Europeo de Natación entre los años 2006 y 2017.

## Palmarés internacional
| Juegos Olímpicos   | Juegos Olímpicos         | Juegos Olímpicos  | Juegos Olímpicos     |
| Año                | Lugar                    | Medalla           | Prueba               |
| ------------------ | ------------------------ | ----------------- | -------------------- |
| 2008               | Pekín (China)            | Medalla de bronce | Trampolín 3 m        |
| Campeonato Mundial |                          |                   |                      |
| Año                | Lugar                    | Medalla           | Prueba               |
| 2013               | Barcelona (España)       | Medalla de plata  | Trampolín 3 m        |
| 2015               | Kazán (Rusia)            | Medalla de plata  | Trampolín 3 m        |
| 2017               | Budapest (Hungría)       | Medalla de bronce | Trampolín 3 m sincro |
| Campeonato Europeo |                          |                   |                      |
| Año                | Lugar                    | Medalla           | Prueba               |
| 2008               | Eindhoven (Países Bajos) | Medalla de oro    | Trampolín 1 m        |
| 2008               | Eindhoven (Países Bajos) | Medalla de plata  | Trampolín 3 m        |
| 2009               | Turín (Italia)           | Medalla de oro    | Trampolín 1 m        |
| 2009               | Turín (Italia)           | Medalla de oro    | Trampolín 3 m sincro |
| 2009               | Turín (Italia)           | Medalla de plata  | Trampolín 3 m        |
| 2010               | Budapest (Hungría)       | Medalla de oro    | Trampolín 3 m        |
| 2010               | Budapest (Hungría)       | Medalla de oro    | Trampolín 3 m sincro |
| 2011               | Turín (Italia)           | Medalla de plata  | Trampolín 1 m        |
| 2012               | Eindhoven (Países Bajos) | Medalla de oro    | Trampolín 1 m        |
| 2012               | Eindhoven (Países Bajos) | Medalla de bronce | Trampolín 3 m sincro |
| 2014               | Berlín (Alemania)        | Medalla de bronce | Trampolín 3 m        |
| 2014               | Berlín (Alemania)        | Medalla de bronce | Trampolín 3 m sincro |
| 2015               | Rostock (Alemania)       | Medalla de plata  | Trampolín 3 m sincro |
| 2015               | Rostock (Alemania)       | Medalla de bronce | Equipo mixto         |
| 2016               | Londres (Reino Unido)    | Medalla de oro    | Trampolín 1 m        |
| 2016               | Londres (Reino Unido)    | Medalla de bronce | Trampolín 3 m        |
| 2016               | Londres (Reino Unido)    | Medalla de bronce | Trampolín 3 m sincro |
| 2017               | Kiev (Ucrania)           | Medalla de oro    | Trampolín 1 m        |
| 2017               | Kiev (Ucrania)           | Medalla de plata  | Trampolín 3 m        |
| 2017               | Kiev (Ucrania)           | Medalla de plata  | Trampolín 3 m sincro |